# Bathanalia howesi
Bathanalia howesi é uma espécie de gastrópode  da família Thiaridae.
Pode ser encontrada nos seguintes países: República Democrática do Congo e Tanzânia.